# Ljagvatogooguiin Enjriilen
Ljagvatogooguiin Enjriilen (en mongol: Лхагватогоогийн Энхрийлэн; 28 de diciembre de 1998) es una deportista mongola que compite en judo.
Ganó dos medallas en el Campeonato Mundial de Judo, en los años 2022 y 2023, y tres medallas en el Campeonato Asiático de Judo entre los años 2019 y 2025.

## Palmarés internacional
| Campeonato Mundial  | Campeonato Mundial   | Campeonato Mundial | Campeonato Mundial |
| Año                 | Lugar                | Medalla            | Categoría          |
| ------------------- | -------------------- | ------------------ | ------------------ |
| 2022                | Taskent (Uzbekistán) | Medalla de bronce  | –57 kg             |
| 2023                | Doha (Catar)         | Medalla de bronce  | –57 kg             |
| Campeonato Asiático |                      |                    |                    |
| Año                 | Lugar                | Medalla            | Categoría          |
| 2019                | Fujairah (EAU)       | Medalla de bronce  | –57 kg             |
| 2024                | Hong Kong (China)    | Medalla de oro     | –57 kg             |
| 2025                | Bangkok (Tailandia)  | Medalla de plata   | –63 kg             |